# Уильям Скруп
Уильям Скруп (англ. William Scrope; умер около 1312) — английский землевладелец, судебный пристав графа Ричмонда в Ричмондшире в 1292 и 1293—1294 годах, сын Генри Скрупа и Джиллиан де Брюн. Он не обладал большим состоянием, в его владении находилось небольшое поместье. В 1298 году Уильям участвовал в битве при Фолкерке, во время которой был посвящён в рыцари. Своих двух сыновей, Генри и Джеффри, он отдал обучаться на юристов, в результате чего они оба сделали карьеру в качестве судей при английском королевском дворе. От них пошли 2 ветви рода Скрупов, главы которых во второй половине XIV века получили баронский титул.

## Происхождение
Считается, что род Скрупов имел нормандское происхождение, однако каких-то доказательств такого происхождения не существует. Самая ранняя генеалогия рода была составлена в XVII веке, но утверждения о том, что род известен со времён завоевания, больше говорят о том, что представители рода верили в благородное происхождение. Сэр Николас Харрис Николас в труде «Scrope and Grosvenor Roll» считал родоначальником Скрупов Ричарда Скроба, владевшего во второй половине XI века землями в Шропшире и Херефорде. Это мнение было опровергнуто сэром Чарльзом Клеем, который указал, что никто из потомков Ричарда не носил родовое прозвание Скроб; кроме того, по его мнению, не существует каких-то установленных связей между этим родом и семьёй Скрупов. Также не установлено связей с родом со схожим родовым прозванием, имевшим владения в Глостершире, Беркшире и Оксфордшире.
Первым достоверно известным представителем рода является Ричард Скруп (умер до 1166), который находился на службе Гилберта де Ганта, графа Линкольна и был его арендатором. Он выгодно женился на Агнес де Клер, дочь Ричарда Фиц-Гилберта де Клера, барона Клера из Торнбриджа, сестре Рохезы де Клер, жены Гилберта де Ганта. Его внуки разделили владения, причём младший из них, Симон получил лишь малую часть отцовского наследства. Впрочем он позже купил у племянниц поместье Флотманби в Восточном райдинге Йоркшира, а также благодаря браку получил земли в землю в Уэнсли Северном райдинге Йоркшира, заложив основы для будущего роста могущества Скрупов в XIV веке.
Судя по всему, 1-я четверть XIII века была тяжёлой для Скрупов. В итоге Симон Скруп начал передавать свою землю в Восточном райдинге  Бридлингтонскому монастырю. Оставшиеся земли передал его сын, Генри, после чего перебрался в Северный райдинг. Он женился на Джиллиан, дочери Роберта де Брюна; в этом браке родился сын Уильям.

## Биография
Первые упоминания об Уильяме относятся к 1270-м годам, когда его имя появляется на хартиях, относящихся к Северному райдингу. Он был достаточно известен на местном уровне, в результате чего засвидетельствовал многие хартии, касающиеся местной собственности. А в 1292 и 1293—1294 году Уильям был судебным приставом в Ричмондшире.
Как и для многих других йоркширских дворян, дополнительные возможности для Уильяма предоставили военные походы Эдуарда I в Шотландию. Джон Тервелел, выступавший в 1385 году в качестве свидетеля на судебном споре между сэром Робертом Гровенором, рыцарем из Чешира, и сэром Ричардом Скрупом из Болтона, утверждал, что Уильям Скруп в 1298 году принимал участие в битве при Фолкерке, во время которой был посвящён в рыцари. Правда Бриджит Вейл указывает на то, что ни в одном современном документе тот не указывается в качестве рыцаря и не исключает, что данное утверждение могло преследовать цель возвеличить предков Скрупа, но нет сомнений, что Уильям действительно участвовал в войнах с Шотландией.
9 июня 1296 году Уильям в Эдинбурге получил от Эдуарда I грант на бесплатное проживание в королевских поместьях Северного Йоркшира, что было показателем благосклонности короля. Возможно, что позже он участвовал в королевской кампании, в результате которой в замке Брихин король Иоанн Баллиол передал шотландскую корону Эдуарду I. Не исключено, что Уильям был искусным воином, поскольку несколько свидетелей на судебном процессе 1385 года подчёркивали его воинское мастерство на турнирах.
Уильяму удалось упрочить территориальное положение семьи в Северном райдинге. Кроме того, благодаря его успехам Скрупы стали отождествляться с рыцарским сословием.
У Уильяма известно двое сыновей, Генри и Джеффри. Будучи судебным приставом, он должен был иметь хотя бы некоторую юридическую подготовку. Возможно, что именно поэтому Уильям решил отдать сыновей обучаться на юристов, что считается ключом к возвышению семьи в XIV веке. В итоге оба сына сделали судебную карьеру при королевском дворе. Они стали основателями двух баронских ветвей рода — Скрупов из Болтона и Скрупов из Месема.
Последний раз Уильям упоминается в 1303 году. Вероятно, что он умер около 1312 года.

## Брак и дети
Жена: Констанция Фиц-Уильям из Уэнсли. Существует 2 версии её происхождения. По одной она была дочерью Томаса, сына Гилле (Гильде) из Ньюшема, другой — дочерью самого Гилле. Дети:
- Генри ле Скруп (до 1268 — 7 сентября 1336), главный судья Англии в 1317—1323 и 1329—1330 годах, главный судья суда казначейства с 1331 года, главный судья суда общегражданских исков в 1333 году, родоначальник ветви Скрупов из Болтона[3][5][7].
- Джеффри ле Скруп (умер в декабре 1340), главный судья Англии в 1324—1329, 1330—1333 и 1337—1338 годах, родоначальник ветви Скрупов из Месема[3][6][7].